# Yelmo de Mambrino

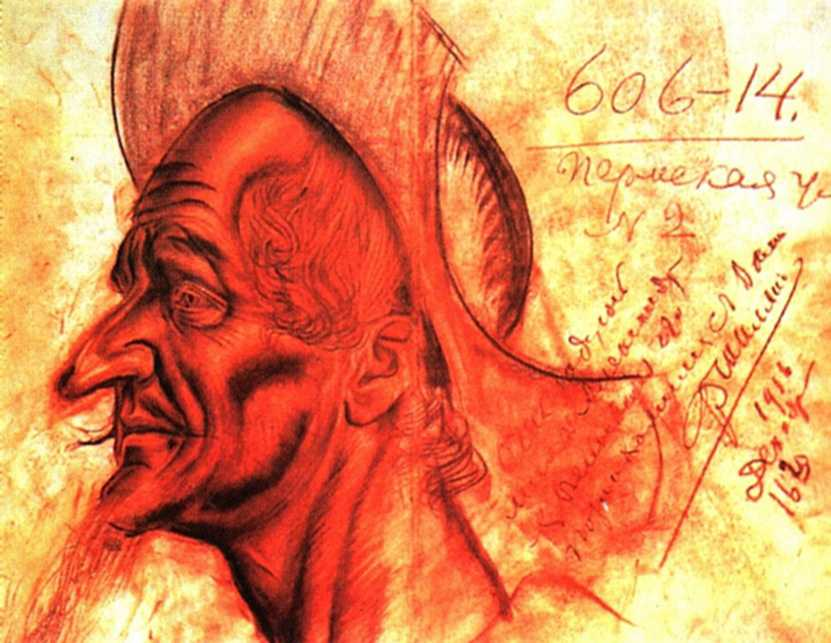
Don Quijote con el Baciyelmo, obra de Yakovlev Shalyapin.

El Yelmo de Mambrino hace referencia a un alegórico yelmo de oro puro que hacía invulnerable a su portador, propiedad original del  legendario rey moro Mambrino (en realidad tal nombre procedería del escritor italiano de novelas de caballería llamado Mambrino Roseo).  La posesión del casco era la ambición de todos los paladines de Carlomagno y fue definitivamente conquistado por Renaud de Montauban, según aparece en la obra Orlando innamorato.
Cervantes, en su novela Don Quijote de la Mancha, habla de un barbero que estando desarropado bajo la lluvia se protege utilizando como sombrero su bacía, una vasija generalmente de metal brillante con una escotadura por donde se metía la barba al afeitado y que se ha estado usando hasta tiempos recientes. Don Quijote insiste entonces en que ese cuenco es el yelmo encantado del rey moro y finalmente se lo sustrae, pues desea obtenerlo con el fin de hacerse invulnerable. Es esa una de las escasas aventuras en las que el hidalgo sale con buen fin. Al ceñirse este adminículo de barbero, tan poco caballeresco, la figura del caballero acrecentaba su aspecto ridículo, que se ha hecho corriente en sus representaciones gráficas.
En el musical El hombre de La Mancha, una canción entera se construye en torno a la búsqueda del personaje principal del casco y su encuentro con el barbero.